# 英厄马尔·约翰松 (田径运动员)
英厄马尔·约翰松（瑞典語：Ingemar Johansson，1924年4月25日—2009年4月18日），瑞典男子田径运动员。他曾代表瑞典参加1948年夏季奥林匹克运动会田径比赛，获得男子10公里竞走银牌。